# Nordsjö idrottsplan
Nordsjö idrottsplan (finska: Vuosaaren urheilukenttä) är en idrottsanläggning i Mellersta Nordsjö i Helsingfors i Nyland. Fotbollslaget FC Viikingit (Vikingarna) har haft arenan som sin hemmaplan ända sedan den invigdes 1966.
Flera finländska rekord i friidrott har noterats på idrottsplan. En första större ombyggnation gick av stapeln 1996, då bland annat ljussättning, läktare och löparbanor förbättrades.
När Viikingit kvalificerade sig för Tipsligan 2007 utökades huvudläktaren till att kunna svälja 1 000 åskådare och extra-läktare byggdes runt om planen. Den totala kapaciteten 2007 var officiellt 3 500 men publikrekordet som noterades i stadsderbyt mot HJK stannade vid hela 4 255! Sejouren i Tipsligan blev endast ettårig för Nordsjös vikingar, varpå extra-läktarna nedmonterades. Kapaciteten från och med 2008 är 1 500 åskådare. Till Ettan-derbyt den 21 juli 2011 mot IFK Helsingfors letade sig dock 1 670 åskådare till idrottsplan.